# Amt Drolshagen
Das Amt Drolshagen war ein  Amt im Kreis Olpe in der Provinz Westfalen und in Nordrhein-Westfalen. Es bestand bis zu seiner Auflösung im Jahr 1969.

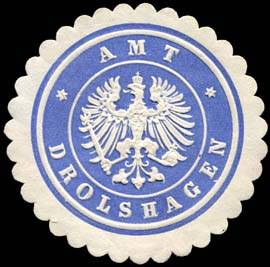
Siegelmarke Amt Drolshagen

## Umfang
Zum Amt Drolshagen gehörten die Stadt Drolshagen und die Gemeinde Drolshagen-Land. Jene bestand aus den früheren Schultheißenbezirken Bleche, Herpel, Husten und Brachtpe.

## Geschichte
Im Rahmen der Einführung der Landgemeindeordnung für die Provinz Westfalen wurde 1843 im Kreis Olpe aus der in den 1820er Jahren eingerichteten Bürgermeisterei Drolshagen das Amt Drolshagen gebildet.
Im Jahr 1961 hatte das Amt bei einer Größe von 68,02 Quadratkilometern 8211 Einwohner.
Am 1. Juli 1969 wurde das Amt durch das Gesetz zur Neugliederung des Landkreises Olpe aufgelöst. Die Stadt Drolshagen und der größte Teil der Gemeinde Drolshagen-Land wurden zu einer neuen Stadt Drolshagen zusammengeschlossen. Ein Gebiet in der Größe von 0,40 Quadratkilometern gelangte an Meinerzhagen im Märkischen Kreis und von 0,48 Quadratkilometern an Bergneustadt im Oberbergischen Kreis.

## Einwohnerentwicklung
| Jahr | Einwohner | Quelle |
| ---- | --------- | ------ |
| 1871 | 2937      | [ 3 ]  |
| 1885 | 3311      | [ 4 ]  |
| 1895 | 3715      | [ 5 ]  |
| 1910 | 4367      | [ 6 ]  |
| 1933 | 5779      | [ 7 ]  |
| 1939 | 6130      | [ 7 ]  |
| 1950 | 7472      | [ 8 ]  |
| 1961 | 8211      |        |